# 台湾茶
台湾茶（たいわんちゃ）は、台湾（中華民国）で作られる茶の総称。
台湾独自のブランドである凍頂烏龍茶や、台湾特有の製法で作られる東方美人など台湾で作られる茶を台湾茶と呼ぶ。

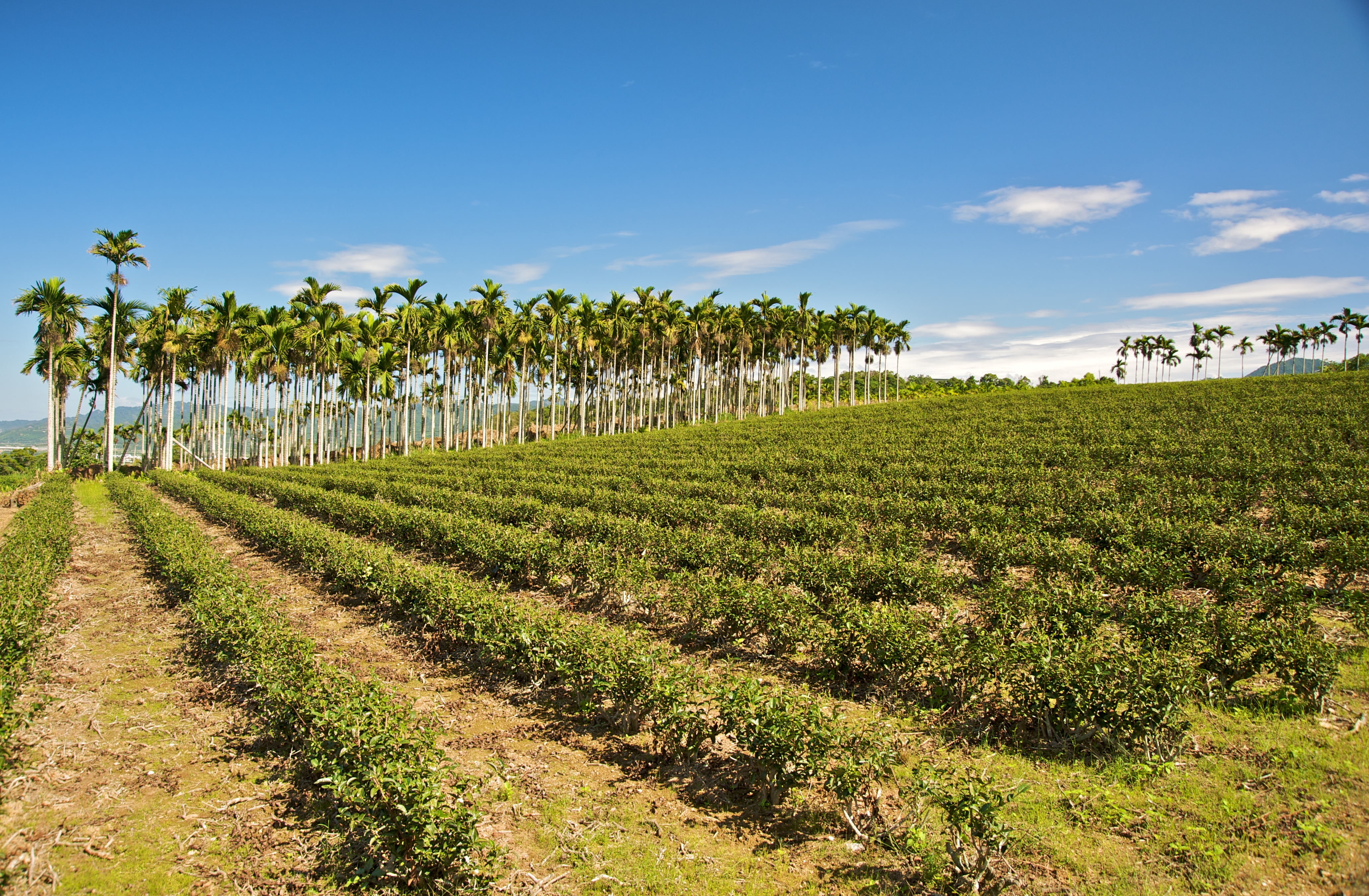
花蓮県瑞穂郷の茶畑

## 種類

### 不発酵茶
- 三峡龍井茶（中国語版）

### 半発酵茶
- 南港包種茶
- 文山包種茶
- 木柵鉄観音（中国語版）
- 龍潭龍泉茶（中国語版）
- 東方美人
- 高山茶
- 梨山茶（中国語版）
- 凍頂烏龍茶
- 松柏長青茶（中国語版）
- 金萱茶（中国語版）
- 阿里山珠露茶（中国語版）
- 港口茶

### 全発酵茶
- 日月潭紅茶（中国語版）
- 蜜香紅茶

### 花茶
- 茉莉花茶（ジャスミン茶）

## 茶道具
茶杯にも急須代わりにもなる蓋椀という茶器がよく用いられる。
台湾茶を、茶壺や茶杯といった道具を用いて味わうのが、工夫茶である。工夫茶は、明代に起源を持つともいわれるが、盛んになったのは清代であるとされる。

## 引用文献
1. ↑  「台湾で“美”を極める。 台湾 台北市 後編」『nd』118号, p.7
2. ↑  「台湾で“美”を極める。 台湾 台北市 後編」『nd』118号, p.1
3. ↑  稲垣正宏「17世紀の遺跡から出土する煎茶道具」西村昌也（編）『東アジアの茶飲文化と茶業』関西大学文化交渉学教育研究拠点, 2011年, p.208